# Vacaciones en el otro mundo
 Vacaciones en el otro mundo  es una película de Argentina en blanco y negro dirigida por Mario Soffici según el guion de Enrique Amorim y Ramón Gómez Macía que se estrenó el 19 de mayo de 1942 y que tuvo como protagonistas a Elisa Christian Galvé, José Olarra, Oscar Valicelli y Enrique García Satur.

## Sinopsis
Un empresario presuntamente muerto en un accidente no desmiente la noticia y asume una nueva personalidad. Es similar al asunto de El difunto Matías Pascal, la obra teatral de Pirandello.

## Reparto
- Elisa Christian Galvé
- José Olarra
- Oscar Valicelli
- Enrique García Satur
- Enrique Chaico
- Lea Conti
- Julio Renato
- Semillita
- Elvira Quiroga
- Pablo Cumo

## Comentarios
La crónica de La Nación dijo que el filme está construido con habilidad, dirigido con acierto y desenvuelve su ema fácilmente, en tanto Crítica opinó:

"El tema, generoso y fácil, se desglosa en bien logradas escenas de humorismo, sátira ligeray positiva humanidad. Quizás no alcance más allá mayor vuelo, y desemboque en un desenlace muy precipitado, pero en conjunto ...deja lasensación de ser una ecelente comedia"